# عملية موريس
عملية موريس  هو عبارة عن موقع تخزين النفايات الإشعاعية الوحيد في مقاطعة جراندي - إلينوي في الولايات المتحدة حيث تمتلك 772 طن من الوقود النووي المستنفد.
الموقع مملوك لشركة هيتاشي للطاقة النووية ويقع الموقع جنوب غرب محطة دريسدن للتوليد. يتم تخزين  الوقود النووي المستنفد في هذا المستودع  ويعتبر بعيد نوعاً ما عن المفاعل وهو التخزين المستقل لتخزين الوقود المستنفد.